# Distretto di Bajhang
Il distretto di Bajhang è un distretto del Nepal, in seguito alla riforma costituzionale del 2015 fa parte della provincia Sudurpashchim Pradesh. 

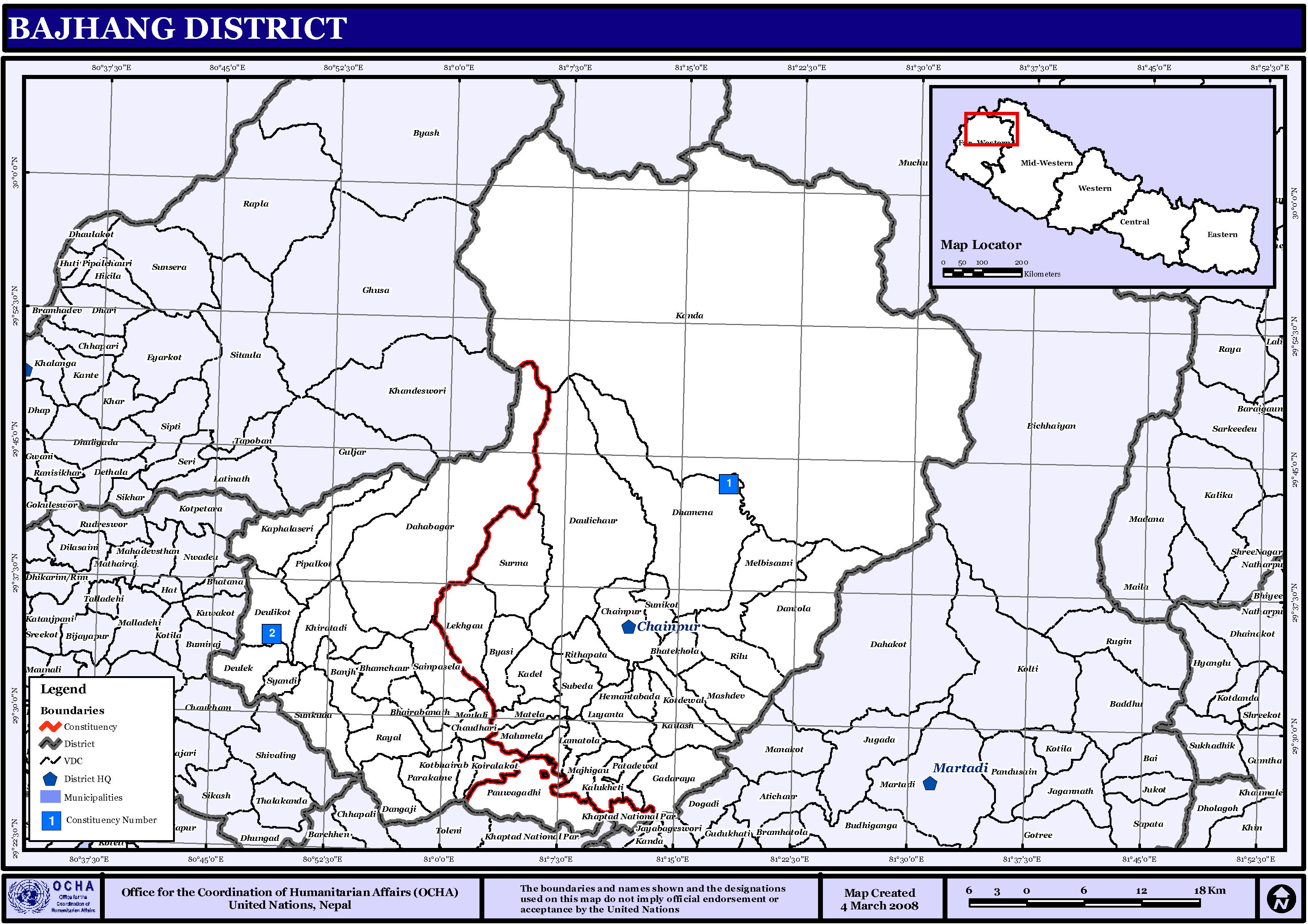
Mappa del distretto di Bajhang

Il capoluogo è Chainpur.